# 頸横静脈
頸横静脈（けいおうじょうみゃく）は頭頸部の静脈の一つ。頸部を横断する。

この記事にはパブリックドメインであるグレイ解剖学第20版（1918年）本文が含まれています。